# Бережний Семен Іванович
Бережний Семен Іванович (нар.1888 — 1983) — лікар, заслужений лікар УРСР. Батько хіміка Анатолія Бережного.

## Біографія
Бережний Семен Іванович закінчив Полтавську фельдшерську школу, тоді чотири роки працював земським фельдшером в одному з повітів Полтавської губернії. У 1906 р. приїхав у село Остап'є Великобагачанського району Полтавської області фельдшером у дільничну лікарню.
У 36-річному віці у 1924 р. закінчив Харківський медичний інститут і знову повернувся в Остап'євську лікарню. Як лікар практик, лікар-пропагандист гігієнічних знань, стає незаперечним авторитетом і першим порадником у справах здоров'я для своїх односельців.
Провадив боротьбу з малярією, дифтерією, домігся будівництва в селі лазні, санітарного впорядкування колодязів. Були паспортизовані всі колодязі в селах, а їх на той час було понад 1,5 тис. Медичні працівники домоглися, щоб колодязі обладнали відрами, кришками, щоб щорічно очищали. Зусиллями С. Бережного Остап'євська дільнична лікарня перетворилася на своєрідний навчально-медичний центр із питань гігієни і профілактики дитячих захворювань: тут проводились районні, обласні, республіканські, а у 1941 p. — навіть всесоюзна наради сільських лікарів. У передвоєнні роки на стіні головного павільйону ВДНГ у Москві було вміщено вишите шовком панно з портретом і написом: «Присвячується знатному лікареві нашої країни C. I. Бережному». На виставці демонструвалися діаграми, таблиці, показники роботи Остап'євської лікарні.
С. І. Бережному у 1941 р. Указом Президії Верховної Ради УРСР було присвоєно першому в Україні почесне звання «Заслужений лікар УРСР».
З 1941 по 1946 р. він працював начальником лікувального відділу управління військових евакопунктів. Після демобілізації в 1946 р. його запрошують до Харкова в інститут удосконалення лікарів з питань обслуговування сільського населення. Пізніше Семен Іванович працює в Харкові головним лікарем однієї з консультативних поліклінік міста. Остап'є він не забував. Майже щорічно відвідував свою земську лікарню, яку побудував.
Помер на 95 році життя у 1983 р. Похований у Харкові.